# 金龍泰
金龍泰（：／ Kim Yongtae，1990年10月21日—），韓國政治人物，現任國民力量黨籍國會議員，代表京畿道抱川市－加平郡選區。2024年當選第22屆國會議員，為國會最年輕成員之一。2025年5月，於前任臨時黨魁韓東勳及權性東辭職後，接任國民力量黨非常對策委員長（即臨時黨魁），成為該黨歷來最年輕的領導人。
金龍泰早年活躍於青年政治圈，曾任正黨、新保守黨青年組織要職，並參與2022年總統選舉尹錫悅陣營之宣傳事務。其政治立場偏向保守改革派，主張世代交替與青年參政，亦積極倡議勞動市場改革與區域均衡發展。

## 經歷
金龍泰出生於首爾龍山區，畢業於高麗大學綠色學院，取得能源環境政策技術碩士學位。服完軍役後，他在國防設施本部경상시설단擔任職務，並於陸軍第23師團服役，任工務參謀處軍官 。
他於2018年進入政治圈，先在正黨擔任中央青年委員會副委員長，隨後參與新保守黨，出任青年共感委員長與共同代表。2020年，他代表未來統合黨（後改稱國民力量）參加選舉，並出戰光明市乙選區國會議員選舉，未獲當選 。
進入國民力量後，他歷任青年最高委員兼中央青年委員會委員長，並擔任2022年尹錫悅總統競選宣傳及媒體戰略副本部長 。2024年，他轉戰京畿道抱川市－加平郡選區，以33歲之齡當選第22屆國會議員。
2024年5月入國會後，他加入教育委員會、氣候危機特別委員會、年金改革特別委員會等多項委員會，並在黨內擔任勞動轉型特別委員等職務 。2025年5月，於韓東勳、權性東辭去臨時黨魁後，他就任國民力量非常對策委員長（代行），成為該黨歷來最年輕的實質領導人 。
在擔任非常對策委員長期間，他公開提出黨內改革方案，包括提前舉行黨代表選舉、重新審視黨內關於彈劾立場的「黨論」、推動上位選舉的透明化程序等，試圖強化黨內民主機制及整合發展 。
其任期本為臨時安排，旨在領導黨務至黨代表大會。任內推動包含提前黨代表大會與改革公職提名制度等「五大改革」計劃，引發黨內部分中堅及資深議員強烈反彈，批評其「擴權」與「自我政治化」。最終因改革未獲黨內普遍支持、黨內矛盾激化，金龍泰選擇辭職。

## 選舉紀錄
2024 年 4 月 10 日 – 第 22 屆大韓民國國會議員選舉（京畿道抱川市－加平郡選區）
- 候選人：金龍泰（國民力量）對朴允國（共同民主黨）
- 得票率：
  - 金龍泰：59,192 票（50.47%）
  - 朴允國：56,715 票（48.36%）
- 勝出票數差距：2,477 票（約 2.11 個百分點）[11]
- 選區得票總數：
  - 投票人數：118,666 人，其中有效票 117,269 張
- 選舉背景：出身 1990 年的金龍泰為當選者中最年輕的執政黨候選人，也成為該選區歷來最年輕的當選者。此前出現的出口民調曾預估朴允國有 52.3%、金龍泰僅 46.5%，但最終實際結果逆轉，金龍泰以微弱差距勝出。[12]